# ميشيل وولف
ميشيل وولف (بالإنجليزية: Michelle Wolff)‏ هي ممثلة أمريكية، ولدت في 1953 في الولايات المتحدة.

## أعمال

### أفلام
- (2001) التطور

## وصلات خارجية
- ميشيل وولف على موقع IMDb (الإنجليزية)
- ميشيل وولف على موقع ألو سيني (الفرنسية)
- ميشيل وولف على موقع أول موفي (الإنجليزية)
- ميشيل وولف على موقع قاعدة بيانات الفيلم (الإنجليزية)
- ميشيل وولف على موقع كينوبويسك (الروسية)